# Ronde van Frankrijk 2021/Tweede etappe
De tweede etappe van de Ronde van Frankrijk 2021 werd verreden op 27 juni met start in Perros-Guirec en finish op de Mûr-de-Bretagne.

## Verloop
Jonas Koch, Anthony Perez, Simon Clarke en Edward Theuns vormden de aanvankelijke kopgroep, waarbij zich later Ide Schelling en Jérémy Cabot voegden. Perez en Schelling, die elkaar de bolletjestrui bevochten, wonnen beiden een punt, maar op de derde beklimming van de vierde categorie ontsnapte Theuns. Achter hem viel de kopgroep uiteen; Cabot wist nog bij Theuns terug te komen, terwijl de rest van de kopgroep werd ingelopen.
Theuns en Cabot bleven nog tot dicht bij de Mûr-de-Bretagne vooruit. Er volgden twee beklimmingen van de Mûr-de-Bretagne, met tussendoor een lokale ronde. Op de eerste beklimming viel Mathieu van der Poel aan. Hij kwam als eerste boven, maar werd daarna direct bijgehaald.
Op de tweede beklimming leidde Richie Porte het peloton voor zijn kopmannen Geraint Thomas en Richard Carapaz. Na enkele mislukte aanvallen ging Sonny Colbrelli aan. Van der Poel, Primož Roglič en Tadej Pogačar reageerden. Colbrelli kon niet doorgaan, maar Van der Poel deed dat wel. Hij wist vooruit te blijven, waarna hij de etappe won voor Roglič, Pogačar en Wilco Kelderman. Door deze overwinning, en zijn eerste plaats bij de eerste klim, veroverde hij ook de gele trui en de bolletjestrui.

## Uitslag
| Perros-Guirec – Mûr-de-Bretagne (182,0 km) |                      |                       |          |
| Plaats                                     | Naam                 | Ploeg                 | Tijd     |
| 1                                          | Mathieu van der Poel | Alpecin-Fenix         | 4u18'30" |
| 2                                          | Tadej Pogačar        | UAE Team Emirates     | + 6"     |
| 3                                          | Primož Roglič        | Team Jumbo-Visma      | z.t.     |
| 4                                          | Wilco Kelderman      | BORA-hansgrohe        | z.t.     |
| 5                                          | Julian Alaphilippe   | Deceuninck–Quick-Step | + 8"     |
| 6                                          | Bauke Mollema        | Trek-Segafredo        | z.t.     |
| 7                                          | Jonas Vingegaard     | Jumbo-Visma           | z.t.     |
| 8                                          | Sergio Higuita       | EF Education-Nippo    | z.t.     |
| 9                                          | Pierre Latour        | Team TotalEnergies    | z.t.     |
| 10                                         | Jack Haig            | Bahrain-Victorious    | z.t.     |
|                                            |                      |                       |          |
| 20                                         | Dylan Teuns          | Bahrain-Victorious    | + 8"     |

| Algemeen klassement |                      |                       |          |
| Plaats              | Naam                 | Ploeg                 | Tijd     |
| Gele trui           | Mathieu van der Poel | Alpecin-Fenix         | 8u57'25" |
| 2                   | Julian Alaphilippe   | Deceuninck–Quick-Step | + 8"     |
| 3                   | Tadej Pogačar        | UAE Team Emirates     | + 13"    |
| 4                   | Primož Roglič        | Jumbo-Visma           | + 14"    |
| 5                   | Wilco Kelderman      | BORA-hansgrohe        | + 24"    |
| 6                   | Jack Haig            | Bahrain-Victorious    | + 26"    |
| 7                   | Bauke Mollema        | Trek-Segafredo        | z.t.     |
| 8                   | Sergio Higuita       | EF Education-Nippo    | z.t.     |
| 9                   | Jonas Vingegaard     | Jumbo-Visma           | z.t.     |
| 10                  | David Gaudu          | Groupama-FDJ          | z.t.     |
|                     |                      |                       |          |
| 19                  | Wout van Aert        | Jumbo-Visma           | + 31"    |

## Nevenklassementen
| Puntenklassement |                      |                       |        |
| Plaats           | Naam                 | Ploeg                 | Punten |
| Groene trui      | Julian Alaphilippe   | Deceuninck–Quick-Step | 66     |
| 2                | Mathieu van der Poel | Alpecin-Fenix         | 43     |
| 3                | Michael Matthews     | Team BikeExchange     | 45     |

| Bergklassement |                      |                |        |
| Plaats         | Naam                 | Ploeg          | Punten |
| Bolletjestrui  | Mathieu van der Poel | Alpecin-Fenix  | 4      |
| 2              | Ide Schelling        | Bora-Hansgrohe | 4      |
| 3              | Anthony Perez        | Cofidis        | 2      |

| Jongerenklassement |                  |                    |          |
| Plaats             | Naam             | Ploeg              | Tijd     |
| Witte trui         | Tadej Pogačar    | UAE Team Emirates  | 8u57'38" |
| 2                  | Sergio Higuita   | EF Education-Nippo | + 13"    |
| 3                  | Jonas Vingegaard | Jumbo-Visma        | z.t.     |

| Ploegenklassement |                    |           |
| Plaats            | Ploeg              | Tijd      |
|                   | Jumbo-Visma        | 26u53'36" |
| 2                 | Astana Pro Team    | + 32"     |
| 3                 | Bahrain-Victorious | + 43"     |
| 4                 | Trek-Segafredo     | + 1'46"   |
| 5                 | EF Education-Nippo | + 1'53"   |

## Opgaves
- Marc Soler (Movistar Team): Niet gestart vanwege een breuk in beide ellebogen opgelopen in de eerste etappe.

1e etappe ·
2e etappe ·
3e etappe ·
4e etappe ·
5e etappe ·
6e etappe ·
7e etappe ·
8e etappe ·
9e etappe ·
10e etappe ·
11e etappe ·
12e etappe ·
13e etappe ·
14e etappe ·
15e etappe ·
16e etappe ·
17e etappe ·
18e etappe ·
19e etappe ·
20e etappe ·
21e etappe
Startlijst · Eindstanden · Afbeeldingen